# Nun (Berg)
Der Nun ist ein 7135 m hoher Berg im Himalaya. Er ist der höchste Berg des Nun-Kun-Massivs im indischen Unionsterritorium Ladakh.

## Lage
Der Nun bildet mit dem Kun und dem Lingsarmo (vormals Pinnacle Peak) das Nun-Kun-Massiv im Kishtwar-Himalaya.

## Besteigungsgeschichte
Nach erfolglosen Besteigungsversuchen 1934 und 1937 gelang die Erstbesteigung des Nun 1953 durch ein französisch-schweizerisch-indisches Sherpa-Team, geführt von Bernard Pierre und Pierre Vittoz, einem erfahrenen Alpinisten und Missionar in Tibet über den Westgrat (leichtester Anstieg). Aus diesem Team erreichten Vittoz und die Alpinistin Claude Kogan den Gipfel. Die Nordwestseite wurde erstmals 1977 von sieben Kletterern einer tschechischen Expedition durchstiegen.